# Ла-Ромьё
Ла-Ромьё (фр. La Romieu) — коммуна во Франции, находится в регионе Юг — Пиренеи. Департамент — Жер. Входит в состав кантона Кондом. Округ коммуны — Кондом.
Код INSEE коммуны — 32345.

## География

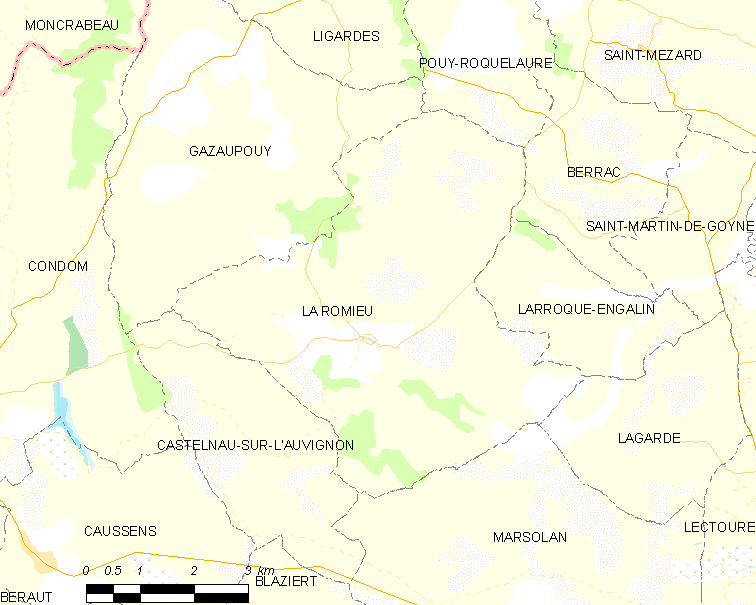
Карта коммуны

Коммуна расположена приблизительно в 560 км к югу от Парижа, в 90 км северо-западнее Тулузы, в 38 км к северу от Оша.

## Климат
Климат умеренно-океанический. Лето жаркое и немного дождливое, температура часто превышает 35 °С. Зимой часто бывает отрицательная температура и ночные заморозки. Годовое количество осадков — 700—900 мм.

## Население
Население коммуны на 2010 год составляло 558 человек.
| 1962 | 1968 | 1975 | 1982 | 1990 | 1999 | 2010 |
| ---- | ---- | ---- | ---- | ---- | ---- | ---- |
| 688  | 644  | 535  | 547  | 528  | 528  | 558  |

## Администрация
| Период | Период | Фамилия     | Партия | Примечания |
| ------ | ------ | ----------- | ------ | ---------- |
| 2001   | 2008   | Реймон Сурб |        |            |
| 2008   | 2020   | Дени Делу   |        |            |

## Экономика
В 2010 году среди 336 человек трудоспособного возраста (15-64 лет) 238 были экономически активными, 98 — неактивными (показатель активности — 70,8 %, в 1999 году было 67,7 %). Из 238 активных жителей работали 226 человек (122 мужчины и 104 женщины), безработных было 12 (7 мужчин и 5 женщин). Среди 98 неактивных 18 человек были учениками или студентами, 61 — пенсионерами, 19 были неактивными по другим причинам.

## Достопримечательности
- Замок Мадирак (XVI век). Исторический памятник с 1964 года[4]
- Башня Кардинал О (XIII век). Исторический памятник с 1928 года[5]
- Коллегиальный собор Св. Петра и монастырь (XIV век). Исторический памятник с 1901 года[6]

## Фотогалерея

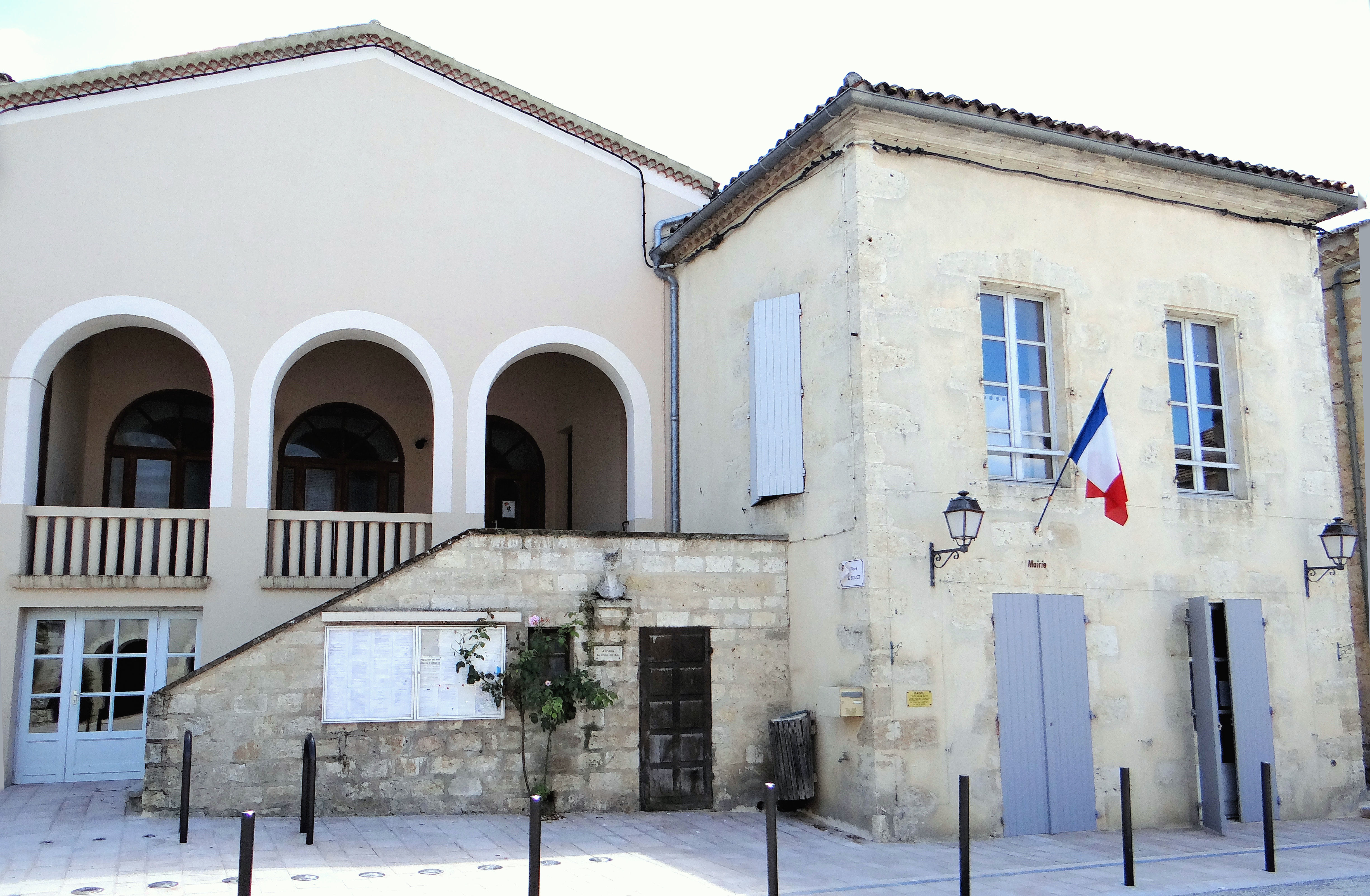
Мэрия
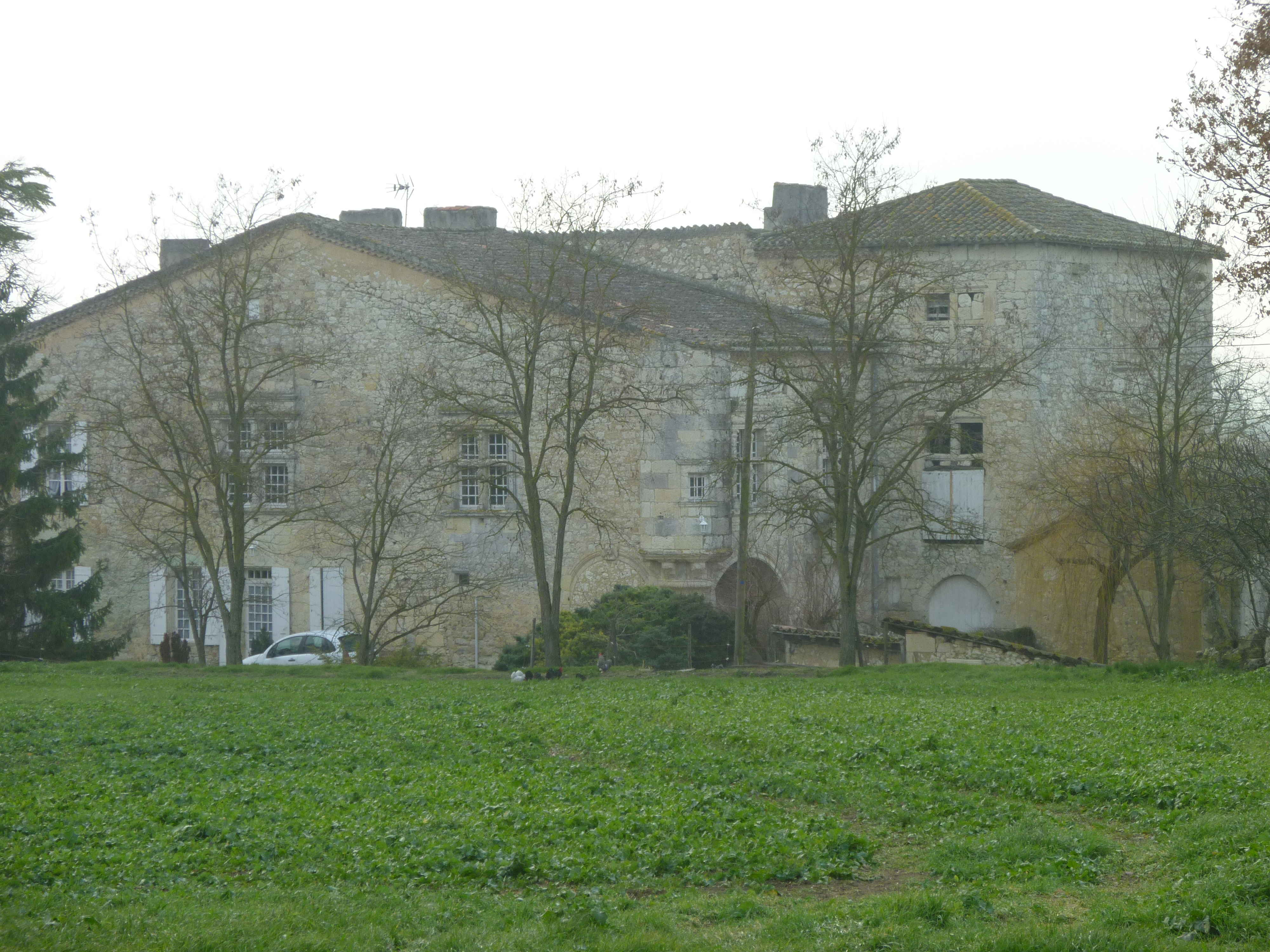
Замок Мадирак
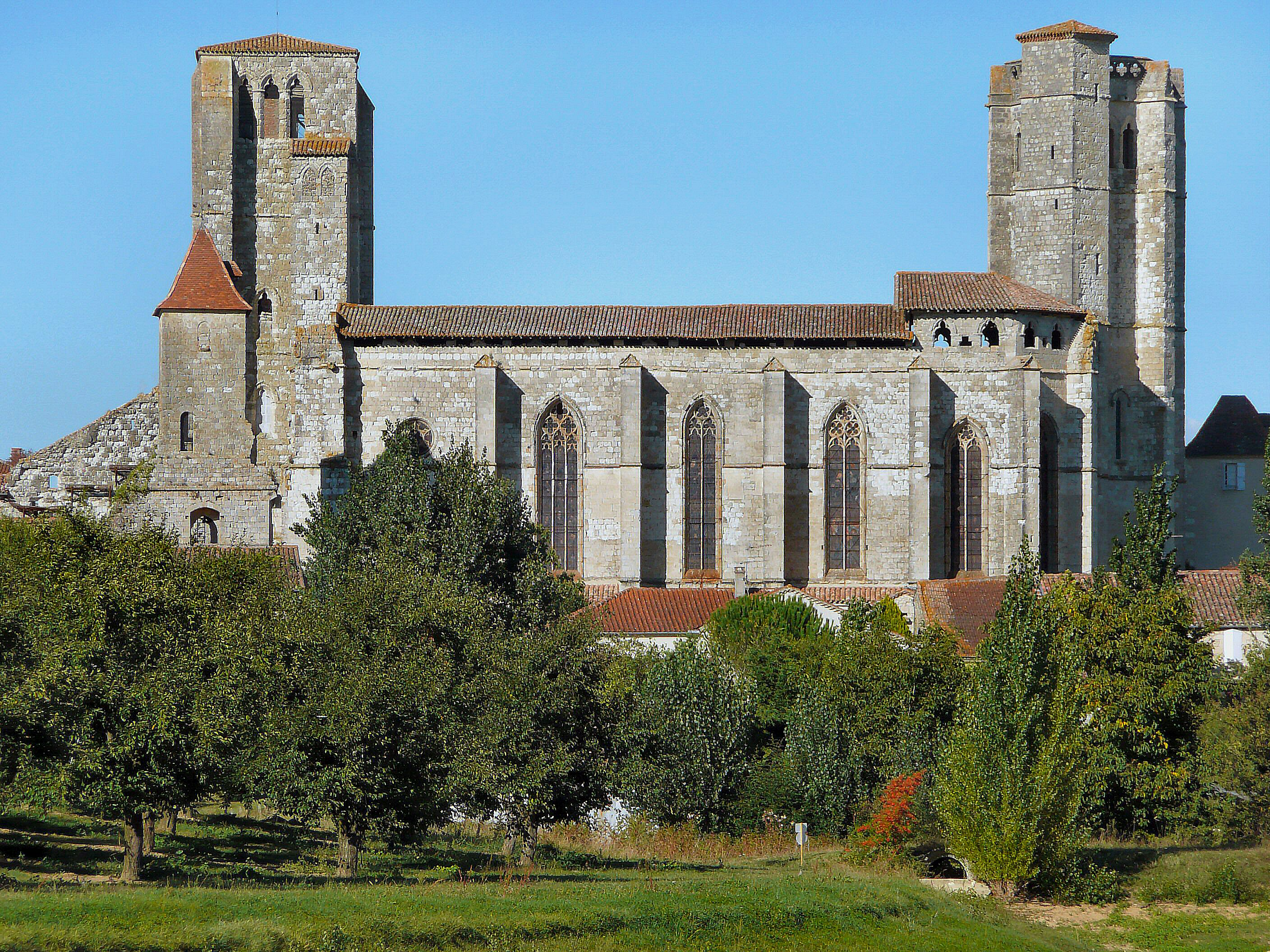
Коллегиальный собор Св. Петра
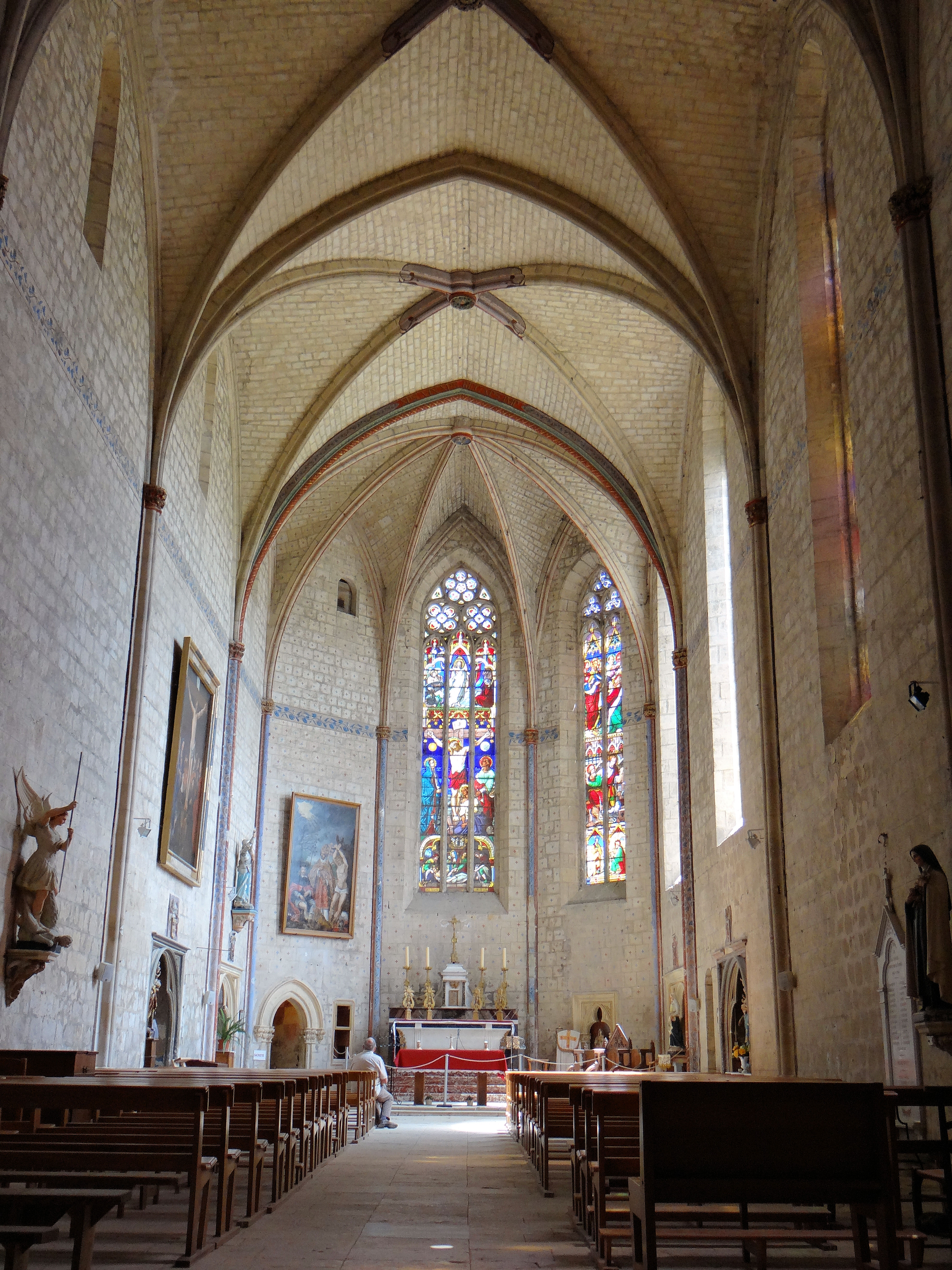
Интерьер собора Св. Петра
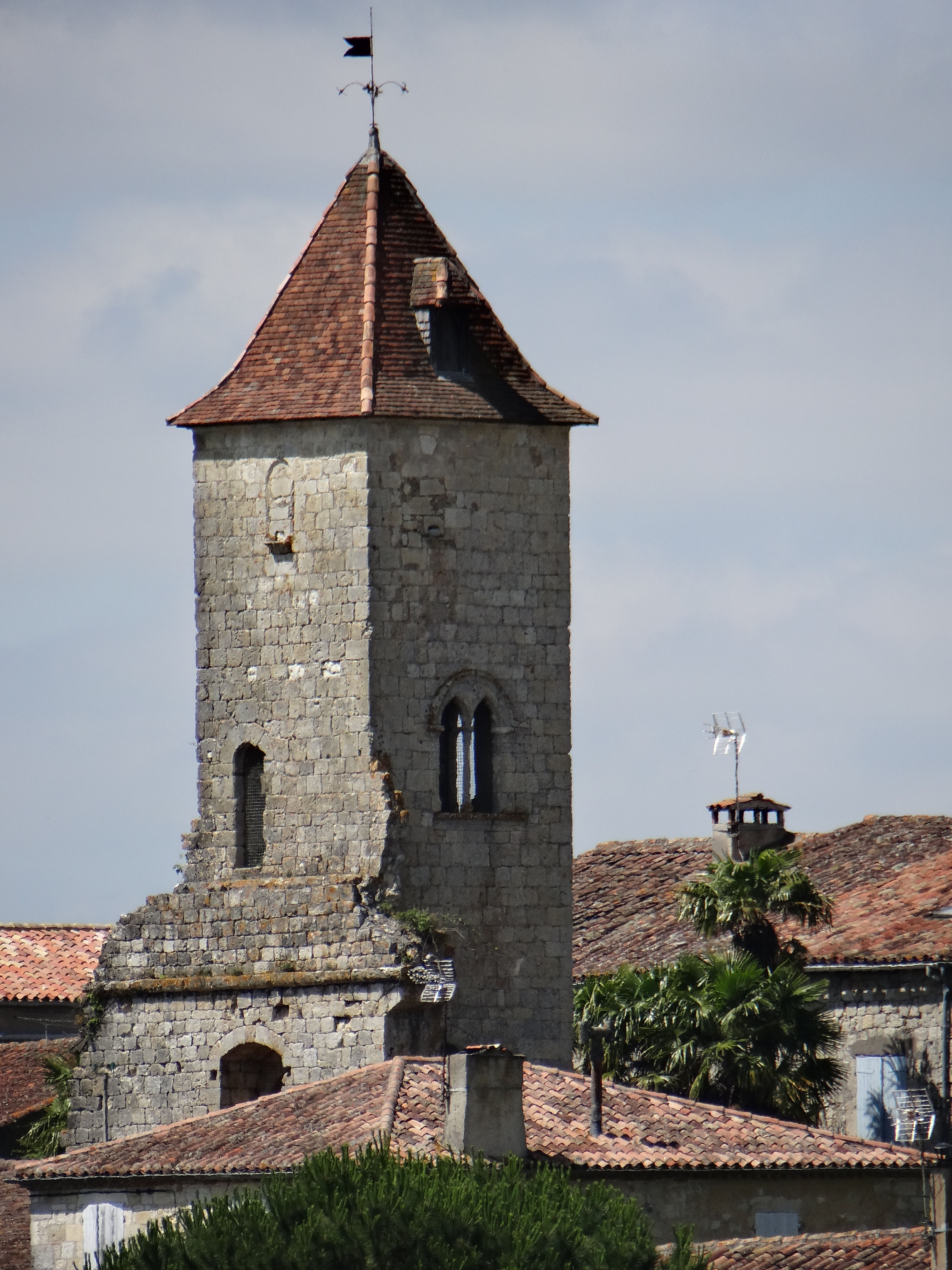
Башня Кардинал О
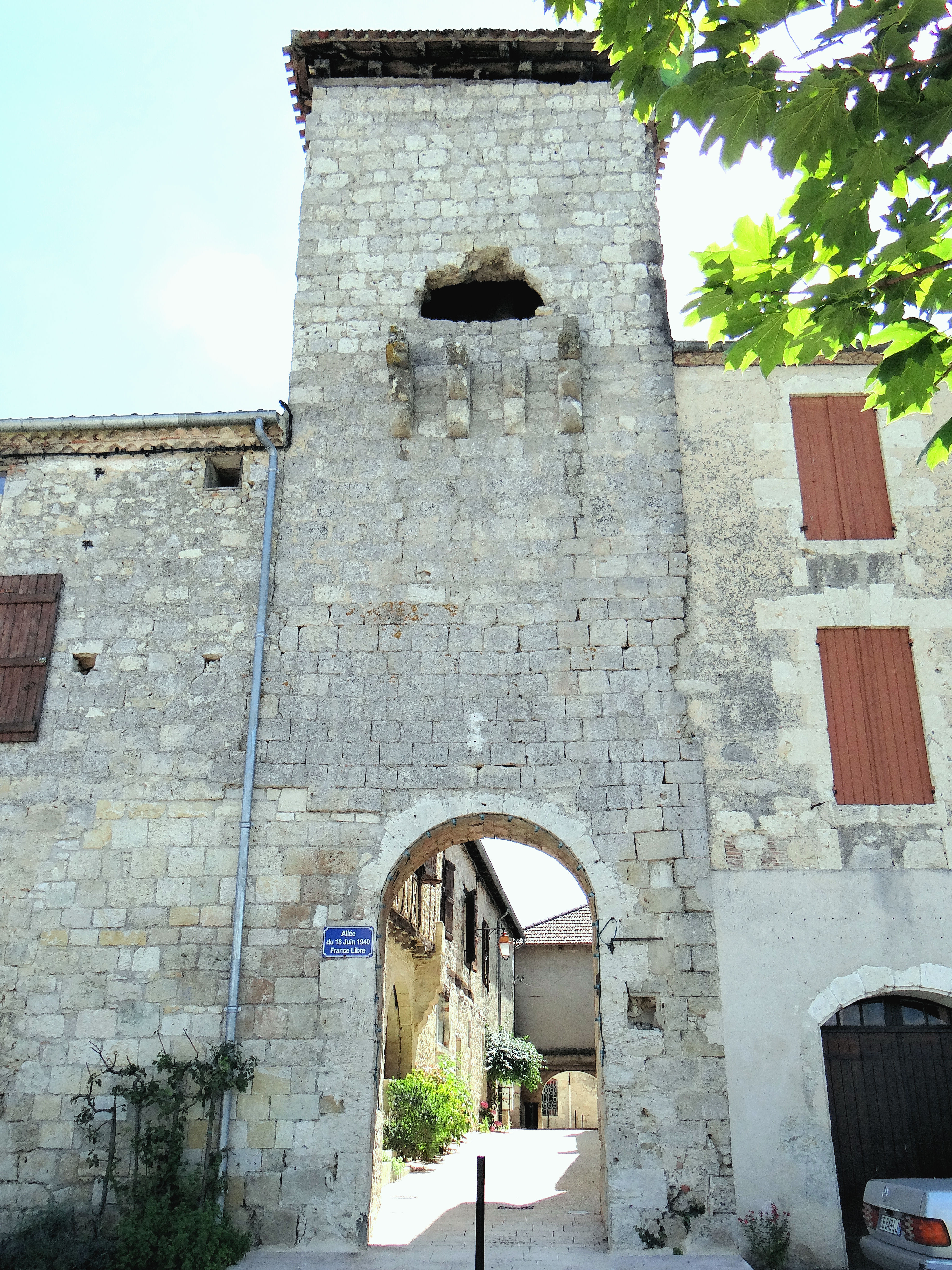
Городские ворота